# Шатонеф ан Тимере
Шатонеф ан Тимере (фр. Châteauneuf-en-Thymerais) насеље је и општина у централној Француској у региону Центар (регион), у департману Ер и Лоар која припада префектури Дре.
По подацима из 2011. године у општини је живело 2618 становника, а густина насељености је износила 643,24 становника/km². Општина се простире на површини од 4,07 km². Налази се на средњој надморској висини од 209 метара (максималној 223 m, а минималној 183 m).

## Демографија
| 1962. | 1968. | 1975. | 1982. | 1990. | 1999. | 2011. |
| ----- | ----- | ----- | ----- | ----- | ----- | ----- |
| 1.968 | 2.081 | 2.248 | 2.338 | 2.459 | 2.423 | 2.618 |

График промене броја становника у току последњих година